# Carlo Gonzaga (militare 1602)
Carlo Gonzaga, detto Carlo di Guastalla (Guastalla, 30 aprile 1602 – 1670), è stato un militare italiano.

## Biografia
Era figlio di Ferrante II Gonzaga, duca di Guastalla e di Vittoria Doria.
Fu al servizio dei Gonzaga di Mantova e venne insignito nel 1633 dell'Ordine militare del Sangue di Gesù Cristo dal duca di Mantova Carlo I di Gonzaga-Nevers. Combatté in Ungheria contro i Turchi e morì nel 1670.

## Discendenza
Sposò Maria Cignacchi, dalla quale ebbe un figlio:
- Francesco.

## Ascendenza
|                      |                   |                                | Genitori            |  |  | Nonni |  |  | Bisnonni           |  |  | Trisnonni            |  |
|                      |                   |                                |                     |  |  |       |  |  | Ferrante I Gonzaga |  |  | Francesco II Gonzaga |  |
|                      |                   |                                |                     |  |  |       |  |  | Ferrante I Gonzaga |  |  | Francesco II Gonzaga |  |
|                      |                   | Isabella d'Este                |                     |  |  |       |  |  | Ferrante I Gonzaga |  |  |                      |  |
| Cesare I Gonzaga     |                   |                                |                     |  |  |       |  |  | Ferrante I Gonzaga |  |  |                      |  |
|                      |                   | Isabella di Capua              | Ferrante di Capua   |  |  |       |  |  |                    |  |  |                      |  |
|                      |                   | Isabella di Capua              | Ferrante di Capua   |  |  |       |  |  |                    |  |  |                      |  |
|                      |                   | Isabella di Capua              | Antonicca del Balzo |  |  |       |  |  |                    |  |  |                      |  |
| Ferrante II Gonzaga  |                   | Isabella di Capua              |                     |  |  |       |  |  |                    |  |  |                      |  |
|                      |                   | Giberto II Borromeo            | Federico I Borromeo |  |  |       |  |  |                    |  |  |                      |  |
|                      |                   | Giberto II Borromeo            | Federico I Borromeo |  |  |       |  |  |                    |  |  |                      |  |
|                      |                   | Giberto II Borromeo            | Veronica Visconti   |  |  |       |  |  |                    |  |  |                      |  |
| Camilla Borromeo     |                   | Giberto II Borromeo            |                     |  |  |       |  |  |                    |  |  |                      |  |
|                      |                   | Margherita Medici di Marignano | Bernardino Medici   |  |  |       |  |  |                    |  |  |                      |  |
|                      |                   | Margherita Medici di Marignano | Bernardino Medici   |  |  |       |  |  |                    |  |  |                      |  |
|                      |                   | Margherita Medici di Marignano | Cecilia Serbelloni  |  |  |       |  |  |                    |  |  |                      |  |
| Carlo Gonzaga        |                   | Margherita Medici di Marignano |                     |  |  |       |  |  |                    |  |  |                      |  |
|                      | Giannettino Doria | Tomaso Doria                   |                     |  |  |       |  |  |                    |  |  |                      |  |
|                      | Giannettino Doria | Tomaso Doria                   |                     |  |  |       |  |  |                    |  |  |                      |  |
|                      | Giannettino Doria | Maria Grillo                   |                     |  |  |       |  |  |                    |  |  |                      |  |
| Gianandrea Doria     | Giannettino Doria |                                |                     |  |  |       |  |  |                    |  |  |                      |  |
|                      |                   | Ginetta Centurione             | …                   |  |  |       |  |  |                    |  |  |                      |  |
|                      |                   | Ginetta Centurione             | …                   |  |  |       |  |  |                    |  |  |                      |  |
|                      |                   | Ginetta Centurione             | …                   |  |  |       |  |  |                    |  |  |                      |  |
| Vittoria Doria       |                   | Ginetta Centurione             |                     |  |  |       |  |  |                    |  |  |                      |  |
|                      |                   | Marcantonio Del Carretto       | …                   |  |  |       |  |  |                    |  |  |                      |  |
|                      |                   | Marcantonio Del Carretto       | …                   |  |  |       |  |  |                    |  |  |                      |  |
|                      |                   | Marcantonio Del Carretto       | …                   |  |  |       |  |  |                    |  |  |                      |  |
| Zanobia Del Carretto |                   | Marcantonio Del Carretto       |                     |  |  |       |  |  |                    |  |  |                      |  |
|                      |                   | Giovanna de Leyva              | …                   |  |  |       |  |  |                    |  |  |                      |  |
|                      |                   | Giovanna de Leyva              | …                   |  |  |       |  |  |                    |  |  |                      |  |
|                      |                   | Giovanna de Leyva              | …                   |  |  |       |  |  |                    |  |  |                      |  |
|                      |                   | Giovanna de Leyva              |                     |  |  |       |  |  |                    |  |  |                      |  |